# Trolls World Tour
Trolls World Tour (titulada en español como Trolls 2: World Tour en Hispanoamérica y Trolls 2: Gira mundial en España) es una película de comedia musical estadounidense animada por computadora de 2020 producida por DreamWorks Animation y distribuida por Universal Pictures. La película es una secuela de la película de 2016 Trolls, dirigida por Walt Dohrn, con codirección de David P. Smith, producida por Gina Shay y escrita por Jonathan Aibel, Glenn Berger, Elizabeth Tippet, Maya Forbes y Wallace Wolodarsky, a partir de una historia de Aibel y Berger. La película cuenta con las voces de Anna Kendrick, Justin Timberlake, Rachel Bloom, Ozzy Osbourne, James Corden, Ron Funches, Kelly Clarkson, Anderson Paak, Sam Rockwell, George Clinton, Mary J. Blige, Anthony Ramos, Gustavo Dudamel, Kunal Nayyar, Icona Pop, Ester Dean, Flula Borg, J Balvin, Jamie Dornan, Red Velvet, Karan Soni, Charlyne Yi y Kenan Thompson.
Trolls World Tour se estrenó en los Estados Unidos en una cantidad limitada de cines el 10 de abril de 2020. Debido a la pandemia de COVID-19 en Estados Unidos, también se lanzó para alquiler digital el mismo día. Tuvo éxito al encabezar las listas de alquiler digital, y su éxito llevó a Universal a hacer más lanzamientos simultáneos en cines y videos a pedido. AMC Theatres anunció que ya no distribuiría las películas del estudio, junto con la confirmación de que se acortaba la ventana de lanzamiento de las películas. Pero finalmente AMC y Universal llegaron a un nuevo acuerdo.

## Argumento
Seis tribus Troll representan los géneros musicales Pop, Funk, Clásica, Techno, Country y Rock. Cada tribu mantiene una cuerda mágica que alimenta su tipo específico de música. La tribu de la Reina Barb de los Trolls del Rock convoca a todas las tribus a una reunión, con la intención de robar las cuerdas para unir a los trolls bajo la música rock después de robar la cuerda techno.
La reina Poppy toma la cuerda pop de su propia tribu y trata de unir a los otros trolls, trayendo a Branch  para que la ayude, que busca expresar sus sentimientos hacia ella, y Biggie, un polizón que fue tentado por el algodón de azúcar. De camino a Volcano Rock City, el trío termina en Lonesome Flats, el hogar de los Trolls del Country del país. Después de escuchar lo deprimente que es su música, intentan animarlos con un popurrí, pero terminan en la cárcel. Hickory (Justino), un troll rural de habla suave, viene a rescatarlos y les construye una balsa para llevarlos a Volcano Rock City. En el camino, se encuentran con Chaz, lo que hace que Biggie se vaya. Chaz es un cazarrecompensas troll de Smooth Jazz enviado por Barb para capturar a Poppy.
Cooper se embarca en una búsqueda para encontrar trolls como él, pero una nave espacial lo transporta. Se entera de que es un Príncipe y el hijo perdido de los Reyes de los trolls Funk, criado por la tribu trolls Pop.
La nave espacial transporta al grupo de Poppy. En el interior, los trolls Funk los reyes del Funk le dicen a Poppy que los Pop Trolls intentaron de robar las otras cuerdas y unir a los demás bajo su música pop, haciendo que cada tribu termine separara para siempre y sin volver a vivir en armonía nunca. Le dicen a Poppy que las diferencias si importan. Pero los trolls de Rock secuestran el barco y roban la cuerda Funk. Poppy es capturada, y traicionada por Hickory (Justino), quien secretamente era un troll de Yodel (Tirolés) rebelando su verdadera identidad, con su hermano y socio Dickory. Barb le quita la cuerda del Pop a la reina Poppy. Biggie insta a los trolls Pop a salvar a Poppy, ya que Branch fue atacado y capturado por los trolls Reguetón y las trolls del K-pop, que estaban a punto de pelear entre ellos, en un duelo de baile, pero hasta que Branch los convenció de que su propia música va bien junta y deberían trabajar juntos para salvar toda la música.
Barb encarcela a Poppy en el escenario de un concierto: el público son trolls cautivos. Con su guitarra de seis cuerdas, Barb convierte a los trolls en zombis del Rock. Poppy aparentemente está transformada, pero revela que llevaba tapones para los oídos hechos de gominola. Poppy amonesta a Barb y rompe la guitarra. Mientras saca a los trolls poseídos de su estado de rock zombi, Poppy sin querer destruye las cuerdas, detiene el flujo de la música y se lleva los colores de los trolls. Con su plan ahora frustrado, Barb culpa a Poppy por destruir la música y arruinarlo todo.
Cuando Cooper escucha los latidos de su corazón y los amplifica a través de un micrófono mientras su hermano Prince D crea un ritmo rítmico con él, otros trolls se unen a otras formas de creación de sonido, reviviendo así el poder de su música. En la canción, Poppy anima a todos a cantar juntos mientras se restauran sus colores. Al darse cuenta de lo importantes que son otras formas de música y alentada por su padre Thrash, la arrepentida Barb se une, recupera sus colores y acepta la oferta de amistad de Poppy.
Branch le confiesa su amor a Poppy, quien le corresponde. De vuelta en la aldea Pop, todos actúan juntos y todos los Trolls finalmente se reúnen para celebrar sus diferencias.
En una escena poscréditos, Bridget y King Gristle llegan a la aldea Pop Troll, sin darse cuenta de los eventos de la película y preocupados por haberse perdido la fiesta.

## Reparto
| Personaje                                 | Actor de voz original    | Actor de doblaje     | Actor de doblaje     | Actor de doblaje      |
| Personaje                                 | Actor de voz original    | México               | Hispanoamérica       | España                |
| ----------------------------------------- | ------------------------ | -------------------- | -------------------- | --------------------- |
| Poppy                                     | Anna Kendrick            | Belinda              | Belinda              | Paula Ribó            |
| Branch                                    | Justin Timberlake        | Benny Ibarra         | Benny Ibarra         | Iván Labanda          |
| Reina Barb                                | Rachel Bloom             | María José           | Lali                 | Silvia Gómez          |
| Biggie \ Grandulón                        | James Corden             | Eduardo Garza        | Eduardo Garza        | Aleix Estadella       |
| Cooper                                    | Ron Funches              | Moisés Iván Mora     | Moisés Iván Mora     | José Javier Serrano   |
| Nube                                      | Walt Dohrn               | Luis Leonardo Suárez | Luis Leonardo Suárez | Gonzalo Abril         |
| Chiquilina / Peque                        | Walt Dohrn               | Eduardo Fonseca      | Eduardo Fonseca      | Ramón Canals          |
| Sr. Peluche / Sr. Dinkles                 | Walt Dohrn               | Juan Carlos Tinoco   | Juan Carlos Tinoco   | ¿?                    |
| Rey Peppy                                 | Walt Dohrn               | Gerardo Vásquez      | Gerardo Vásquez      | Miguel Ángel Jenner   |
| Guy Diamond \ Diamantino \ Guy Diamante   | Kunal Nayyar             | José Ángel Torres    | José Ángel Torres    | Toni Mora             |
| Tiny Diamond \ Diamantito \ Mini Diamante | Kenan Thompson           | Claudio Yarto        | Claudio Yarto        | Manuel Osto           |
| Satin                                     | Aino Jawo                | Betzabe Jara         | Betzabe Jara         | Marina García Guevara |
| Seda / Chanelle                           | Caroline Hjelt           | Angélica Villa       | Angélica Villa       | Nerea Alfonso         |
| Delta Dawn                                | Kelly Clarkson           | Michelle Rodríguez   | Michelle Rodríguez   | Sylvia Parejo         |
| Clampers Buttonwillow                     | Betsy Sodaro             | Liliana Barba        | Liliana Barba        | ¿?                    |
| Pete Gruñón                               | Kevin Michael Richardson | Pepe Campa           | Pepe Campa           | ¿?                    |
| Trollzart                                 | Gustavo Dudamel          | Gustavo Dudamel      | Gustavo Dudamel      | Gustavo Dudamel       |
| Tresillo                                  | J Balvin                 | J Balvin             | J Balvin             | J Balvin              |
| Rey Trollex                               | Anthony Ramos            | Rick Loera           | Rick Loera           | Tekendo               |
| Hickory \ Justino                         | Sam Rockwell             | José Antonio Macías  | José Antonio Macías  | Sergio Zamora         |
| Dickory \ Rufino                          | Flula Borg               | Daniel del Roble     | Daniel del Roble     | ¿?                    |
| Riff                                      | Karan Soni               | David Bueno          | David Bueno          | Luis Torrelles        |
| Rey Thrash                                | Ozzy Osbourne            | Jesse Conde          | Jesse Conde          | ¿?                    |
| Legsly \ Piernanda \ Piernilda            | Ester Dean               | Verónica Montes      | Verónica Montes      | Júlia Bonjoch         |
| Darnell \ Princípe D                      | Anderson Paak            | Kalimba              | Kalimba              | ¿?                    |
| Rey Quincy                                | George Clinton           | Enrique Cervantes    | Enrique Cervantes    | Javi Nieves           |
| Reina Esencia                             | Mary J. Blige            | Anahí Allué          | Anahí Allué          | Mar Amate             |
| Sheila G                                  | Da'Vine Joy Randolph     | Fabiola Jaramillo    | Fabiola Jaramillo    | ¿?                    |
| Chaz                                      | Jamie Dornan             | Arturo Cataño        | Arturo Cataño        | Carlos di Blasi       |
| Pennywhistle\Pina Flautina                | Charlyne Yi              | Regina Tiscareño     | Regina Tiscareño     | ¿Elena Barra?         |
| Carol                                     | Marcela Lentz Pope       | Gaby Cárdenas        | Gaby Cárdenas        | ¿?                    |
| Wani                                      | Wendy                    | Kika Nieto           | Kika Nieto           | Laura Jara            |
| Kim-Petit                                 | Yeri                     | ¿?                   | ¿?                   | ¿?                    |
| Ari                                       | Joy                      | ¿?                   | ¿?                   | ¿?                    |
| Gomdori                                   | Seulgi                   | Carmela Enriquez     | Carmela Enriquez     | ¿?                    |
| Baby Bun                                  | Irene                    | Marie McGrath        | Marie McGrath        | ¿?                    |
| Troll Ancestro                            | David P. Smith           | Emmanuel Esquivel    | Emmanuel Esquivel    | ¿?                    |
| Bridget                                   | Zooey Deschanel          | Annie Rojas          | Annie Rojas          | Carla Mercader        |
| Rey Gristle Jr.                           | Christopher Mintz-Plasse | Emilio Treviño       | Emilio Treviño       | Roger Isasi-Isasmendi |

## Producción
El 28 de febrero de 2017, Universal Pictures y DreamWorks Animation anunciaron una secuela de la película Trolls de 2016, con Anna Kendrick y Justin Timberlake repitiendo sus papeles como Poppy y Branch. En mayo de 2017, los podcasters  hermanos McElroy comenzaron a hacer campaña por los roles en la película a través de un podcast titulado "Los hermanos McElroy estarán en Trolls 2". Tras el éxito de la campaña, DreamWorks confirmó en septiembre de 2018 que los hermanos McElroy harían apariciones en el World Tour.
La película vería las incorporaciones de Sam Rockwell, Chance the Rapper, Anthony Ramos, Jamie Dornan, Karan Soni y Flula Borg al reparto en mayo de 2018. Corden, Icona Pop, Funches y Nayyar también repetirán sus roles. El 12 de junio de 2018, la película fue titulada como Trolls World Tour. En octubre de 2018, se confirmó que Kelly Clarkson se había unido al elenco y cantaría una canción original. En junio de 2019, junto con los carteles promocionales, se anunciaron nuevos miembros del reparto, que incluyen: J Balvin, Mary J. Blige, Rachel Bloom, George Clinton, Ester Dean y Gustavo Dudamel.

## Estreno
Trolls 2: World Tour se estrenó en los Estados Unidos el 10 de abril de 2020 en unos cines limitados debido a la pandemia del Covid-19 por Universal Pictures.